# یواس‌سی‌جی‌سی توپلو (دبلیوال‌بی-۳۰۳)
یواس‌سی‌جی‌سی توپلو (دبلیوال‌بی-۳۰۳) (به انگلیسی: USCGC Tupelo (WLB-303)) یک کشتی بود که طول آن 180 feet. بود. این کشتی در سال ۱۹۴۲ ساخته شد.